# Síndrome consumptiva
Síndrome consumptiva é uma afecção de perda involuntária de peso maior que 10 por cento do peso basal. É caracterizada pela atrofia dos músculos e depleção da massa magra corporal. O definhamento é um sinal de desnutrição em consequência de alimentação inadequada, mal-absorção ou hipermetabolismo.
É uma condição clínica decorrente, nos casos do Mal de Alzheimer, por exemplo, da dificuldade de deglutir os alimentos e até mesmo os líquidos; disfunção endócrina entre outros. A síndrome também é relacionada a anorexia. No Brasil, o jornalista Fred Suter morreu vítima do Mal de Alzheimer, agravado pela Síndrome Consumptiva.